# Emerson Raymundo Santos
Emerson Raymundo Santos (* 5. April 1995 in Itaboraí), auch einfach nur Emerson Santos genannt, ist ein brasilianischer Fußballspieler.

## Karriere
Emerson Raymundo Santos erlernte das Fußballspielen in der Jugendmannschaft von Botafogo FR in Rio de Janeiro. Hier unterschrieb er 2015 seinen ersten Profivertrag. Im ersten Jahr gewann er mit dem Klub die Série B. 2018 wechselte er zu Sociedade Esportiva Palmeiras nach São Paulo. Von Juni 2018 bis Dezember 2019 wurde er an Internacional Porto Alegre nach Porto Alegre ausgeliehen. Nach der Ausleihe kehrte er zu Palmeiras zurück. Mit dem Verein gewann er 2020 die Staatsmeisterschaft von São Paulo, die Copa do Brasil und die Copa Libertadores. Im März 2021 verließ er Brasilien und wechselte nach Asien. Hier unterschrieb er in Japan einen Vertrag bei Kashiwa Reysol. Der Verein aus Kashiwa spielte in der höchsten Liga des Landes, der J1 League. In seiner ersten Saison bestritt er acht Erstligaspiele. Ende Juli 2022 wechselte er auf Leihbasis zum brasilianischen Erstligisten Atlético Goianiense.

## Erfolge
Botafogo FR
- Série B: 2015

Palmeiras São Paulo
- Staatsmeisterschaft von São Paulo: 2020
- Copa do Brasil: 2020
- Copa Libertadores: 2020